# European Silver League (herrar)
European Silver League är en årlig volleybollturnering organiserad av CEV sedan 2018. Tävlingen genomförs i maj-juni och alla herrlandslag i konfederationen får delta, förutom de som spelar i de högre rankade FIVB Volleyball Nations League eller European Golden League. Vinnaren kvalificerar sig för spel i European Golden League följande säsong.

## Resultat per upplaga
| Säsong                                                     | Säsong              | Podium   | Podium         | Podium         |
| År                                                         | Spelplats           | Guld     | Silver         | Brons          |
| ---------------------------------------------------------- | ------------------- | -------- | -------------- | -------------- |
| 2018                                                       | Skopje              | Kroatien | Belarus        | Lettland       |
| 2019                                                       | Alexandria och Aten | Rumänien | Grekland       | Österrike      |
| Ingen turnering genomfördes 2020 p.g.a. Covid-19-pandemin. |                     |          |                |                |
| 2021                                                       | Strumica            | Danmark  | Nordmakedonien | Ungern         |
| 2022                                                       | Budapest            | Rumänien | Finland        | Nordmakedonien |
| 2023                                                       | Békéscsaba och Riga | Lettland | Ungern         | Österrike      |
| 2024                                                       | Ried im Innkreis    | Israel   | Österrike      | Färöarna       |
| 2025                                                       | Kecskemét och Umeå  | Sverige  | Ungern         | Luxemburg      |

## Medaljliga
| Pos. | Lag            | Guld | Silver | Brons |
| ---- | -------------- | ---- | ------ | ----- |
| 1    | Rumänien       | 2    | -      | -     |
| 2    | Lettland       | 1    | -      | 1     |
| 3    | Danmark        | 1    | -      | -     |
|      | Israel         | 1    | -      | -     |
|      | Kroatien       | 1    | -      | -     |
|      | Sverige        | 1    | -      | -     |
| 7    | Ungern         | -    | 2      | 1     |
| 8    | Österrike      | -    | 1      | 2     |
| 9    | Nordmakedonien | -    | 1      | 1     |
| 10   | Belarus        | -    | 1      | -     |
|      | Finland        | -    | 1      | -     |
|      | Grekland       | -    | 1      | -     |
| 13   | Färöarna       | -    | -      | 1     |
|      | Luxemburg      | -    | -      | 1     |